# World Series of Poker 2024
Le World Series of Poker 2024 furono la 55ª edizione della manifestazione mondiale di poker sportivo. Si tennero dal 28 maggio al 17 luglio in due impianti, Horseshoe e Paris Las Vegas, situati a Las Vegas, (Nevada).
L'evento principale 10.000̩$ No-Limit Hold'em Main Event, ha avuto inizio il giorno 3 luglio 2024 registrando 10.112 partecipanti. Il titolo è stato vinto dall'americano Jonathan Tamayo.

## Eventi preliminari
Il programma della manifestazione è stato pubblicato sul sito ufficiale delle WSOP  nel mese di febbraio 2024.
Tutti gli eventi hanno visto assegnare il braccialetto di campione delle World Series of Poker.
Tra i partecipanti italiani, Paolo Boi e Dario Sammartino hanno vinto per la prima volta il braccialetto di campione dal mondo, rispettivamente negli eventi numero 60 e 61.
|  | Tornei con iscrizione maggiore o uguale a 10.000$                       |
|  | Tornei speciali non validi per la proclamazione delː Player of the Year |

| #  | Evento                                                              | Iscritti | Campione                    | Premio      | Vice Campione            |
| -- | ------------------------------------------------------------------- | -------- | --------------------------- | ----------- | ------------------------ |
| 1  | $5.000 Champions Reunion No-Limit Hold'em Freezeout                 | 493      | Asher Conniff .             | $408.468    | Halil Tasyurek           |
| 2  | $500 Casino Employees No-Limit Hold'em                              | 1.189    | Jose Garcia .               | $79.134     | Richard Rothmeier        |
| 3  | $500 WSOP Kickoff No-Limit Hold'em Freezeout                        | 3.485    | Daniel Willis .             | $175.578    | Michael Wang             |
| 4  | $1.500 Omaha Hi-Lo 8 or Better                                      | 928      | James Chen .                | $209.350    | Lewis Brandt             |
| 5  | $1.000 Mystery Millions No-Limit Hold'em                            | 18.409   | Malcolm Trayner .           | $1.000.000  | Carson Richards          |
| 6  | $25.000 Heads-Up No-Limit Hold'em Championship                      | 64       | Darius Samual .             | $500.000    | Faraz Jaka               |
| 7  | $1.500 Dealers Choice                                               | 530      | John Hennigan .             | $138.296    | Robert Wells             |
| 8  | $5.000 Pot-Limit Omaha                                              | 733      | Bryce Yockey .              | $606.654    | Farid Jattin             |
| 9  | $1.500 Limit Hold'em                                                | 443      | Nick Guagenti .             | $121.074    | Joseph Brodsky           |
| 10 | $10.000 Omaha Hi-Lo 8 or Better Championship                        | 171      | Scott Seiver .              | $426.744    | Jonathan Cohen (0/1)     |
| 11 | $1.500 Badugi                                                       | 487      | David Prociak .             | $129.676    | Matt Grapenthien (0/1)   |
| 12 | $1.500 No-Limit Hold'em 6-Handed                                    | 2.526    | Simeon Spasov .             | $439.815    | John Gordon              |
| 13 | $10.000 Dealers Choice Championship                                 | 124      | Robert Mizrachi .           | $333.045    | Michael Martinelli       |
| 14 | $1.000 Super Turbo Bounty No-Limit Hold'em                          | 2.639    | Thibault Perissat .         | $197.308    | Ron Schindelheim         |
| 15 | $1.500 Pot-Limit Omaha Hi-Lo 8 or Better                            | 1.277    | Caleb Furth .               | $265.361    | Gan Jiang                |
| 16 | $5.000 No-Limit Hold'em                                             | 660      | Brent Hart .                | $660.284    | Edward Ochana            |
| 17 | $800 No-Limit Hold'em Deepstack                                     | 4.732    | Timothy Murphy .            | $368.977    | Raymond Mancini          |
| 18 | $1.500 Pot-Limit Omaha                                              | 1.469    | Dylan Weisman .             | $294.311    | Chino Rheem              |
| 19 | $10.000 Limit Hold'em Championship                                  | 104      | John Racener .              | $308.930    | Chad Eveslage (0/3)      |
| 20 | $300 Gladiators of Poker No-Limit Hold'em                           | 20.647   | Stephen Winters .           | $401.210    | Simon Britton            |
| 21 | $25.000 High Roller No-Limit Hold'em                                | 272      | Brek Schutten .             | $1.405.641  | Tyler Stafman            |
| 22 | $1.500 Limit 2-7 Lowball Triple Draw                                | 574      | Aaron Cummings .            | $146.516    | Yuichi Kanai             |
| 23 | $1.500 No-Limit Hold'em Shootout                                    | 1.534    | Daniel Sepiol .             | $305.849    | Robert Natividad         |
| 24 | $10.000 Pot-Limit Omaha Hi-Lo 8 or Better Championship              | 259      | Sean Troha .                | $536.713    | Tyler Brown (0/1)        |
| 25 | $3.000 Limit Hold'em 6-Handed                                       | 248      | Daniel Vampan .             | $148.635    | Robert Wells             |
| 26 | $25.000 High Roller No-Limit Hold'em                                | 318      | Nick Schulman .             | $1.667.842  | Noel Rodriguez           |
| 27 | $1.500 Big O                                                        | 1.555    | Michael Christ .            | $306.884    | Matthew Beinner          |
| 28 | $1.500 No-Limit Hold'em Freezeout                                   | 2.317    | Evan Benton .               | $412.484    | Balakrishna Patur        |
| 29 | $10.000 Limit 2-7 Triple Draw Championship                          | 149      | Phil Ivey (1/11)            | $347.440    | Danny Wong (0/1)         |
| 30 | $600 Mixed No-Limit Hold'em/Pot-Limit Omaha Deepstack               | 3.351    | Alen Bakovic .              | $207.064    | Brian Etheridge          |
| 31 | $3.000 No-Limit Hold'em 6-Handed                                    | 1.230    | Nicholas Seward .           | $516.135    | Konstantyn Holskyi       |
| 32 | $1.500 Seven Card Stud                                              | 406      | Richard Ashby .             | $113.725    | Adam Owen                |
| 33 | $600 Pot-Limit Omaha Deepstack                                      | 2.402    | Alex Manzano .              | $161.846    | Robert Gill              |
| 34 | $2.500 No-Limit Hold'em Freezeout                                   | 1.267    | Antonio Galiana .           | $439.395    | Johan Guilbert           |
| 35 | $1.500 H.O.R.S.E.                                                   | 835      | Phil Hui .                  | $193.545    | Daniel Mayoh             |
| 36 | $800 No-Limit Hold'em Deepstack                                     | 4.278    | Timur Margolin .            | $342.551    | Agharazi Babayev         |
| 37 | $10.000 Big O Championship                                          | 332      | John Fauver .               | $681.998    | Calvin Anderson          |
| 38 | $1.500 Monster Stack No-Limit Hold'em                               | 8.703    | Pedro Neves .               | $1.098.220  | Aaron Johnson            |
| 39 | $50.000 High Roller No-Limit Hold'em                                | 177      | Sergio Aido .               | $2.026.506  | Chance Kornuth           |
| 40 | $1.500 Razz                                                         | 547      | Scott Seiver                | $141.374    | Brandon Shack-Harris     |
| 41 | $1.500 Mixed No-Limit Hold'em/Pot-Limit Omaha Double Board Bomb Pot | 1.312    | Xixiang Luo .               | $270.820    | Daniel Hachem            |
| 42 | $10.000 Seven Card Stud Championship                                | 107      | James Obst .                | $260.658    | Paul Volpe (0/3)         |
| 43 | $1.500 Mixed Omaha                                                  | 853      | Magnus Edengren .           | $196.970    | Tim Seidensticker        |
| 44 | $2.000 No-Limit Hold'em                                             | 1.561    | Jared Kingery .             | $410.359    | Javier Gomez             |
| 45 | $10.000 H.O.R.S.E. Championship                                     | 181      | Maksim Pisarenko .          | $399.988    | Mike Leah                |
| 46 | $1.000 Seniors No-Limit Hold'em Championship                        | 7.954    | Khang Pham .                | $677.326    | Marc Wolpert             |
| 47 | $100.000 High Roller No-Limit Hold'em                               | 112      | Chris Hunichen .            | $2.838.389  | Jeremy Ausmus            |
| 48 | $1.000 Pot-Limit Omaha                                              | 2.212    | Christopher Vitch .         | $262.734    | Thomas Taylor            |
| 49 | $3.000 No-Limit Hold'em Freezeout                                   | 1.252    | Erlend Melson .             | $523.195    | Nikolay Yosifov          |
| 50 | $10.000 Razz Championship                                           | 118      | George Alexander .          | $282.443    | Dzmitry Urbanovich       |
| 51 | $1.500 Super Turbo Bounty No-Limit Hold'em                          | 2.110    | Peter Park .                | $240.724    | Mark Dube                |
| 52 | $5.000 No-Limit Hold'em 6-Handed                                    | 817      | Mostafa Haidary .           | $656.747    | Bernd Gleissner (0/1)    |
| 53 | $3.000 Nine Game Mix                                                | 379      | Yuri Dzivielevski .         | $215.982    | Nicholas Julia (0/1)     |
| 54 | $1.500 Millionaire Maker No-Limit Hold'em                           | 10.939   | Franco Spitale .            | $1.250.125  | Justin Carey             |
| 55 | $250.000 Super High Roller No-Limit Hold'em                         | 75       | Santhosh Suvarna .          | $5.415.152  | Ben Tollerene            |
| 56 | $2.500 Mixed Triple Draw Lowball                                    | 371      | Patrick Moulder .           | $177.045    | Ian Chan                 |
| 57 | $10.000 Super Turbo Bounty No-Limit Hold'em                         | 486      | Frank Funaro .              | $612.997    | Shota Nakanishi (0/1)    |
| 58 | $50.000 Poker Players Championship                                  | 89       | Daniel Negreanu .           | $1.178.703  | Bryce Yockey .           |
| 59 | $1.000 Super Seniors No-Limit Hold'em                               | 3.362    | Sean Jazayeri .             | $358.025    | Yucel Eminoglu           |
| 60 | $3.000 No-Limit Hold'em                                             | 1.773    | Paolo Boi .                 | $676.990    | Pedro Rodriguez          |
| 61 | $2.500 Omaha Hi-Lo/Seven Card Stud Hi-Lo                            | 507      | Dario Sammartino .          | $222.703    | Jon Kyte                 |
| 62 | $600 PokerNews Deepstack Championship No-Limit Hold'em              | 5.110    | Hector Berry .              | $282.876    | Luke Varrasso            |
| 63 | $1.500 No-Limit 2-7 Lowball Draw                                    | 453      | David Funkhouser .          | $123.314    | Michel Leibgorin         |
| 64 | $600 No-Limit Hold'em Deepstack                                     | 5.263    | Christopher Moen .          | $289.323    | Thomas Kuess             |
| 65 | $5.000 Seniors High Roller No-Limit Hold'em                         | 680      | Mark Checkwicz .            | $573.876    | Arie Kliper              |
| 66 | $10.000 Pot-Limit Omaha Championship                                | 811      | Elie Nakache .              | $1.320.945  | Joshua Adkins            |
| 67 | $500 Salute to Warriors No-Limit Hold'em                            | 4.517    | Ben Collins .               | $207.486    | Stavros Petychakis       |
| 68 | $2.500 No-Limit Hold'em                                             | 2.229    | Colin Robinson .            | $667.963    | Carl Shaw (0/1)          |
| 69 | $1.500 Seven Card Stud Hi-Lo 8 or Better                            | 611      | Nikolay Fal .               | $153.730    | Christian Roberts (0/1)  |
| 70 | $400 Colossus No-Limit Hold'em                                      | 10.143   | Martin Alcaide .            | $501.240    | Yujian Eugen Zhou        |
| 71 | $10.000/$1.000 Ladies No-Limit Hold'em Championship                 | 1.245    | Shiina Okamoto .            | $171.732    | Jamie Kerstetter         |
| 72 | $10.000 No-Limit 2-7 Lowball Draw Championship                      | 186      | Scott Seiver (3/7)          | $411.041    | Jonathan Krela           |
| 73 | $25.000 High Roller Pot-Limit Omaha                                 | 476      | David Eldridge .            | $2.246.728  | Brian Rast (0/6)         |
| 74 | $10.000 Seven Card Stud Hi-Lo 8 or Better Championship              | 167      | Arash Ghaneian .            | $376.476    | Richard Sklar            |
| 75 | $1.000 Tag Team No-Limit Hold'em                                    | 1.437    | Jason James . Jimmy Setna . | $190.910    | Burcu Dagli Aaron Thomas |
| 76 | $10.000 Mystery Bounty No-Limit Hold'em                             | 965      | Matthew Lambrecht .         | $1.018.933  | Damarjai Davenport       |
| 77 | $2.500 Mixed Big Bet                                                | 468      | Wing Po Liu .               | $209.942    | Hye Park                 |
| 78 | $1.000 Mini Main Event                                              | 6.076    | Georgios Skarparis .        | $554.925    | Alexandre Barbarabelli   |
| 79 | $50.000 High Roller Pot-Limit Omaha                                 | 131      | Daniel Perkusic .           | $2.100.325  | Danny Tang (0/1)         |
| 80 | $800 Independence Day Celebration No-Limit Hold'em                  | 6.792    | Francis Anderson .          | $501.040    | Brent Lee                |
| 81 | $10.000 Main Event No-Limit Hold'em World Championship              | 10.112   | Jonathan Tamayo .           | $10.000.000 | Jordan Griff .           |
| 82 | $1.000 No-Limit Hold'em                                             | 1.424    | Aditya Agarwal .            | $189.661    | Augusto Hagen            |
| 83 | $1.500 Eight Game Mix                                               | 494      | Garth Yettick               | $131.061    | Josh Arieh               |
| 84 | $600 Ultra Stack No-Limit Hold'em                                   | 6.628    | Carsten Heidemann           | $343.010    | Ramana Epparla           |
| 85 | $1.000 Flip & Go No-Limit Hold'em                                   | 1.088    | Chance Kornuth              | $155.446    | Kannapong Thanarattrakul |
| 86 | $1.000 Mystery Bounty Pot-Limit Omaha                               | 4.280    | Sascha Wilhelm              | $282.290    | James Cavanaugh          |
| 87 | $5.000 No-Limit Hold'em                                             | 1.042    | Matthew Alsante             | $785.486    | Punnat Punsri            |
| 88 | $10.000 Eight Game Mix                                              | 189      | Calvin Anderson             | $413.446    | Dai Ishibashi            |
| 89 | $3.000 Mid-Stakes No-Limit Hold'em Championship                     | 3.177    | Clement Richez              | $1.041.989  | Adam Owen                |
| 90 | $1.500 Pot-Limit Omaha 6-Handed                                     | 1.304    | Joseph Sanders              | $269,530    | Anatoliy Zlotnikov       |
| 91 | $3.000 H.O.R.S.E.                                                   | 357      | Gary Bolden                 | $206,321    | John Racener             |
| 92 | $50.000 High Roller No-Limit Hold'em                                | 150      | Jared Bleznick              | $ 2.037.947 | Jesse Lonis              |
| 93 | $777 Lucky 7's No-Limit Hold'em                                     | 6.292    | Michael Liang               | $ 777.777   | Duc Nguyen               |
| 94 | $10.000 No-Limit Hold'em 6-Handed Championship                      | 418      | Michael Rocco               | $ 924.922   | Alexandre Reard          |
| 95 | $1.979 Poker Hall of Fame Bounty No-Limit Hold'em                   | 1.119    | Jamie Walden                | $ 313.370   | Naseem Salem             |
| 96 | $25.000 High Roller H.O.R.S.E.                                      | 120      | Xixiang Luo .               | $ 725.796   | Albert Daher             |
| 97 | $3.000 Pot-Limit Omaha 6-Handed                                     | 844      | Alex Livingston             | $ 390.621   | Francisco Benitez        |
| 98 | $1.500 No-Limit Hold'em The Closer                                  | 3.215    | Ching Da Wu                 | $ 525.500   | Mario Colavita           |
| 99 | $1.000 Super Turbo No-Limit Hold'em                                 | 1.544    | Aneris Adomkevicius         | $ 201.355   | Mark Newhouse            |

## Tavolo finale del Main Event
Il Main Event del $10.000 No-Limit Hold'em è iniziato il 3 luglio con il primo dei quattro flight iniziali. L'evento ha attirato 10.112 iscrizioni. rendendolo il field del Main Event più grande nella storia delle WSOP. I migliori 1.517 giocatori guadagneranno una parte del montepremi di $ 94.041.600. con il campione che guadagna $ 10.000.000 di dollari, il tavolo finale si è formato il giorno 14 luglio per concludersi nell'arco di due giorni, dal 16 al 17 luglio.
Il vincitore è stato Jonathan Tamayo, che ha ricevuto formalmente il titolo di Campione del Mondo 2024 delle WSOP.

### Final Table (Tavolo finale)
| Name            | Number of chips (percentage of total) | WSOP Bracelets | WSOP Cashes* | WSOP Earnings* |
| --------------- | ------------------------------------- | -------------- | ------------ | -------------- |
| Jordan Griff    | 143.700.000 (23,7%)                   | 0              | 3            | $ 11.181       |
| Brian Kim       | 94.600.000 (15,6%)                    | 1              | 10           | $ 522.048      |
| Niklas Astedt   | 94.200.000 (15,5%)                    | 0              | 58           | $ 1.126.050    |
| Joe Serock      | 83.600.000 (13,8%)                    | 1              | 111          | $ 2.044.860    |
| Jason Sagle     | 67.300.000 (11,1%)                    | 0              | 25           | $ 330.039      |
| Boris Angelov   | 52.900.000 (8,7%)                     | 0              | 40           | $ 269.708      |
| Jonathan Tamayo | 26.700.000 (4,4%)                     | 0              | 63           | $ 1.069.333    |
| Malo Latinois   | 25.500.000 (4,2%)                     | 0              | 0            | 0              |
| Andres Gonzalez | 18.300.000 (3,0%)                     | 0              | 31           | $ 367.123      |

Notaː Statistiche anteriori al Main Event

### Final Table results (Risultati del Tavolo finale)
| Pos. | Name            | Prize        |
| ---- | --------------- | ------------ |
| 1°   | Jonathan Tamayo | $ 10.000.000 |
| 2°   | Jordan Griff .  | $ 6.000.000  |
| 3°   | Niklas Astedt   | $ 4.000.000  |
| 4°   | Jason Sagle     | $ 3.000.000  |
| 5°   | Boris Angelov   | $ 2.500.000  |
| 6°   | Andres Gonzales | $ 2.000.000  |
| 7°   | Brian Kim       | $ 1.500.000  |
| 8°   | Joe Serock      | $ 1.250.000  |
| 9°   | Malo Latinois   | $ 1.000.000  |